# 安保氏
安保氏/阿保氏（あぼし）は、武蔵七党の一角を占める武士団である丹党を構成する氏族。

## 出自の伝承と歴史概要
秩父綱房（元・丹 綱房、のちの新里 恒房）の次男である安保実光が氏祖であり、本貫地は武蔵国賀美郡安保郷で、現在の埼玉県神川町大字元阿保字上宿に居館を構えた。菩提寺は安保山吉祥院真光寺で、氏祖実光建立と伝えられる。実光は、一ノ谷の戦いを初め、奥州合戦にも参戦した武将だが、承久の乱の時、宇治川にて討ち死した。その後、阿保氏の惣領家は鎌倉幕府の崩壊にともない、北条氏と共に滅んだ。惣領家が滅んだ後、足利尊氏の先陣で勲功のあった分家筋である安保光泰（阿保氏6代目）が旧領を与えられ、惣領家の後を継ぐ事となる。光泰の子である直実（阿保氏7代目）は不孝者とされた為、惣領家の所領を得られず、光泰の後は泰規が継ぐ事となった。直実は幸春院（道雲寺）を1320年（14世紀初め）に建立している。一方、泰規は大恩寺（安保氏館跡の南西部に寺跡がある）を建立したが、近世になると廃寺となった。泰規以後は南北朝の動乱もあり、所領の没収と還付を繰り返す事となる（延元2年の安保原合戦も経験したものと見られる）。丹党は南朝に属していたが、安保氏は足利氏 ＝ 北朝に属して戦った為、他の氏族と違い、所領を永く維持する事に成功している（早くに丹党から独立した氏族と言える）。戦国期では、初め上杉氏方であったが、最終的には後北条氏方に属し、従えている。戦国時代の安保氏は在地土豪を家臣団として編成し、小大名的な存在にまでなっていたが、永禄12年（1569年）、武田信玄の御嶽城攻略を最後に姿を消す事となる。

## 安保氏略系図
※ 2代以降は分家筋の流れを記載す。
| 初代 | 安保実光                     |
| 2代  | 安保実員（実光の七男）       |
| 3代  | 安保泰実                     |
| 4代  | 安保頼泰                     |
| 5代  | 安保経泰                     |
| 6代  | 安保光泰（惣領家の後を継ぐ） |
| 7代  | 安保泰規                     |
| 8代  | 安保憲光                     |
| 9代  | 安保宗繁                     |
| 10代 | 安保憲祐                     |
| 11代 | 安保氏泰                     |
| 12代 | 安保泰広                     |
| 13代 | 安保泰忠                     |
| 14代 | 安保晴泰                     |
| 15代 | 安保光泰                     |

## 所領
安保氏の所領は、本貫地である安保郷を中心に始まり、中世を通して拡大していった。武蔵国内での所領は、児玉郡の塩谷郷・長茎郷・宮内郷・太田村（郷）・蛭川郷・阿久原郷・円岡郷、秩父郡の三沢村（郷）・長田郷・大河原郷・大路沢村（郷）・岩田郷・白鳥郷・井戸郷、榛沢郡の滝瀬郷・騎西部・大井郷・成田郷の箱田村・平戸村である。
安保氏の一族は、信濃国・出羽国・備中国・播磨国・陸奥国にも所領を得ている。

## その他
- 安保氏館跡の北側には、「産塚」と呼ばれる塚があり、伝承として、その昔、館が攻められ、不意を襲われた為、正妻が戦いに利があらずと察し、井戸に身を投げ、自害した。その時身重の側室は捕らえられ、この塚まで連れられ、生き埋めにされた。これを弔う為、塚に産八幡様を祀り、霊を慰める様になったとある（『神川町誌』より）。
- 長浜氏や勅使河原氏は、安保氏を盟主として活動している。一族の序列としては、勅使河原氏の方が本宗家に近い立場にあるが、その後、次第に安保氏の権威・権力が強まった為、後世では地位関係が逆転したものと考えられる。
- 前期安保氏は丹党氏族として活躍したが、後期安保氏は早くに党と言った血族集団（同族意識を持った武士団）から独立した氏族である為、党（本宗家を中心とした組織）の弱体化や滅亡を共にする事はなく、結果として、丹党の氏族の中でも最も栄えた一族となった。早くから党より独立した事で栄えた氏族は他の党でも見られ、児玉党で言えば四方田氏がそれに当たる（こうした氏族は早くから有力者に仕えている）。その為、後期（鎌倉期以後の）安保氏は丹党の氏族として栄えた一族と言うよりは、党より独立してから栄えた一氏族と捉える方が正しい。
- よくある誤解として、現在の神川町が児玉郡である為、安保氏を児玉党出自の武士であると認識しているものがあるが、そもそも前近代・安保氏が活動していた中世当時において、児玉郡西部域は賀美郡であって、児玉郡ではない。丹党は秩父郡を拠点としていた武士団であり、児玉党と同様、所領を求め、武蔵国北部域に領地を拡大していった。その為、丹党氏族も北上し、安保氏が土着するに至った。